# Gahnia rigida
Gahnia rigida är en halvgräsart som beskrevs av Thomas Kirk.
Gahnia rigida ingår i släktet Gahnia och familjen halvgräs. Inga underarter finns listade i Catalogue of Life.